# Rot (2022)
Rot (Originaltitel Turning Red) ist ein 3D-Computeranimationsfilm und Abenteuerfilm der Pixar Animation Studios. Rot wurde am 11. März 2022 auf Disney+ in Deutschland veröffentlicht. Den Verleih übernimmt Walt Disney Studios Motion Pictures.

## Handlung
Die selbstbewusste 13-jährige Meilin Lee ist ständig von ihrer überfürsorglichen Mutter umgeben, was Mei schnell aufregt. Problematisch wird es, als sich Mei, wenn sie starke Emotionen empfindet, in einen roten Panda verwandelt. Sie lernt, dass dies ein Zauber ist, der seit vielen Generationen auf den Frauen ihrer chinesisch-kanadischen Familie liegt. Mit einem Ritual, das bei einem roten Mond vollzogen wird, kann man den roten Panda jedoch für immer in ein Objekt verbannen. Neben diesem Ereignis fiebern Mei und ihre drei Freundinnen zeitgleich aber vor allem auf das Konzert der bekannten Boyband 4*Town in Toronto hin. Entgegen dem Willen ihrer Mutter, den Panda bis zum Ritual geheim zu halten und für immer zu verbannen, benutzt Mei ihn bald, um mit ihm das Geld für das Konzert zu verdienen. Als das auffliegt und auch der Rest ihrer weiblichen Verwandtschaft in Toronto eintrifft, wird Mei vor schwerwiegende Entscheidungen gestellt. Sie entscheidet sich, das Ritual abzubrechen und kann mit einem großen Sprung in die Konzertarena gelangen. Ihre Mutter ist jedoch so in Rage versetzt, dass sie sich in ein Riesenmonster verwandelt und Teile der Arena zerstört. Mei Lees Familie kann das Ritual wieder aktivieren, auch mitsamt der Boygroup, um das Riesenmonster zu bannen. Auf der Astralebene begegnen sich Mei und ihre Mutter, und Mei kann ihren Panda behalten. Letztlich ist sie als roter Panda ein Publikumsmagnet in der Stadt und gemeinsam sammeln sie für die Reparatur des Stadions.

## Produktion
Erstmals angekündigt wurde Rot auf dem Disney Investor Day 2020, auf dem Logo, Veröffentlichungsdatum und Synopsis bekanntgegeben wurden. Als Regisseurin wurde Oscarpreisträgerin Domee Shi verpflichtet, welche die Auszeichnung 2019 für ihren animierten Kurzfilm Bao erhielt und für die es die erste Regiearbeit bei einem Langfilm darstellt. Ein erster Teaser Trailer wurde am 13. Juli 2021 veröffentlicht. Nachdem ursprünglich eine Veröffentlichung im Kino vorgesehen war, gab Disney am 7. Januar 2022 bekannt, dass der Film aufgrund der anhaltenden Corona-Pandemie ab dem 11. März 2022 exklusiv auf Disney+ erscheinen soll. Das Produktionsbudget betrug 175 Millionen US-Dollar.

## Synchronisation
| Rolle                       | Englischer Sprecher   | Deutscher Sprecher   |
| --------------------------- | --------------------- | -------------------- |
| Meilin „Mei“ Lee            | Rosalie Chiang        | Lana Finn Marti      |
| Ming Lee (Meis Mutter)      | Sandra Oh             | Christin Marquitan   |
| Miriam (Meis Freundin)      | Ava Morse             | Derya Flechtner      |
| Priya (Meis Freundin)       | Maitreyi Ramakrishnan | Marie Hinze          |
| Abby (Meis Freundin)        | Hyein Park            | Franziska Trunte     |
| Jin Lee (Meis Vater)        | Orion Lee             | Florian Clyde        |
| Wu Lee (Meis Großmutter)    | Wai Ching             | Marianne Groß        |
| Tyler (Meis Klassenkamerad) | Tristan Allerick Chen | Manik Zidan Gaschina |
| Devon (Meis Schwarm)        | Addie Chandler        | Tim Schäcker         |

## Musik
Die musikalische Untermalung des Films kam von Ludwig Göransson. Der Schwede hatte für den Soundtrack zu Black Panther 2018 einen Oscar und einen Grammy gewonnen. Er hatte schon für einige prominente Filme und Fernsehserien die Filmmusik geschrieben und war erstmals für Disney tätig.
Daneben sind in Rot auch drei Songs der fiktiven Boyband 4*Town zu hören. Geschrieben wurden die Lieder von Billie Eilish und ihrem Bruder Finneas O’Connell. O’Connell nahm die Songs auch selbst zusammen mit Jordan Fisher, Josh Levi, Topher Ngo und Grayson Villanueva auf. Der Song Nobody Like U schaffte im März 2022 den Einstieg in die amerikanischen und britischen Charts.

## Rezeption
Auf der Website Rotten Tomatoes erhielt der Film 94 % positive Filmkritikerbewertungen bis zum 17. Juni 2022. Die mehr als 5000 Nutzerkritiken bewerteten den Film nur zu 72 % positiv.
Daniel Hadler schrieb in der Kleinen Zeitung: „Pixars jüngstes Werk ist weit davon entfernt, ein falscher Zauber zu sein. Eher ist er das Ergebnis eines Zaubers, der an Wirkung verloren hat.“
Die Redaktion des deutschen Online-Portals Filmdienst wählte das Werk auf Platz 20 der besten Filme des Jahres 2022.

## Auszeichnungen und Nominierungen (Auswahl)
- 2022: Auszeichnung als „Bester Animationsfilm“ bei den Boston Society of Film Critics Awards[14]
- 2023: BAFTA-Nominierungen in der Kategorie „Bester Animationsfilm“[15]
- 2023: Nominierung bei den American Cinema Editors Awards für den „Besten Schnitt in einem Animationsfilm“[16]
- 2023: Nominierung bei den Producers Guild of America Awards für die „Beste Produzentenleistung bei einem Animationsfilm“[17]
- 2023: Sieben Nominierungen bei den Annie Awards, darunter für „Bester Animationsfilm“ und „Bestes Drehbuch für einen Animationsfilm“[18]
- 2023: Oscar-Nominierung in der Kategorie „Bester Animationsfilm“[19]